# روگوزینا (بلغارستان)
روگوزینا (به بلغاری: Rogozina) یک منطقهٔ مسکونی در بلغارستان است که در شهرستان جنرال توشوو واقع شده‌است.